# Helios Klinikum Schwelm

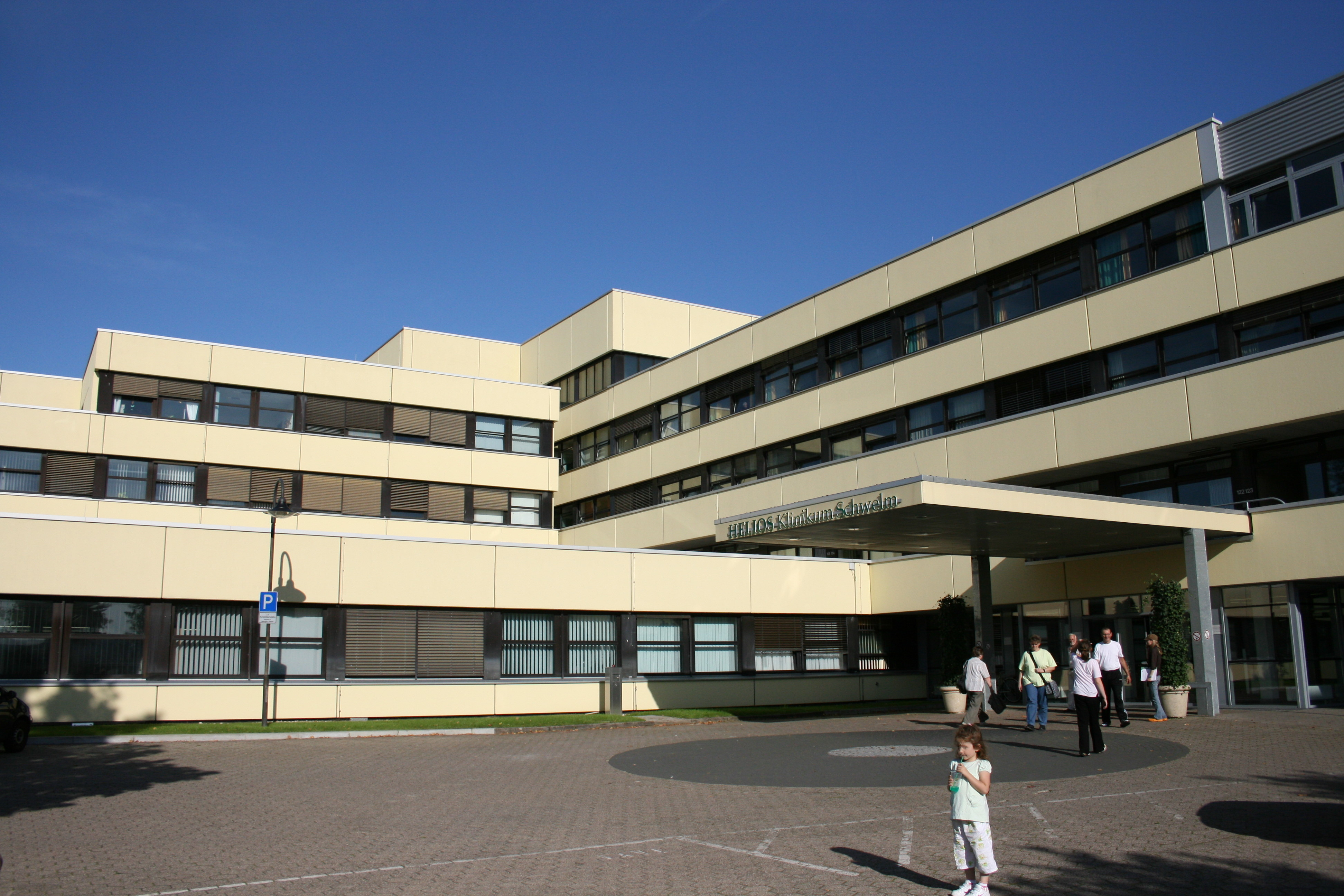
Eingangsbereich

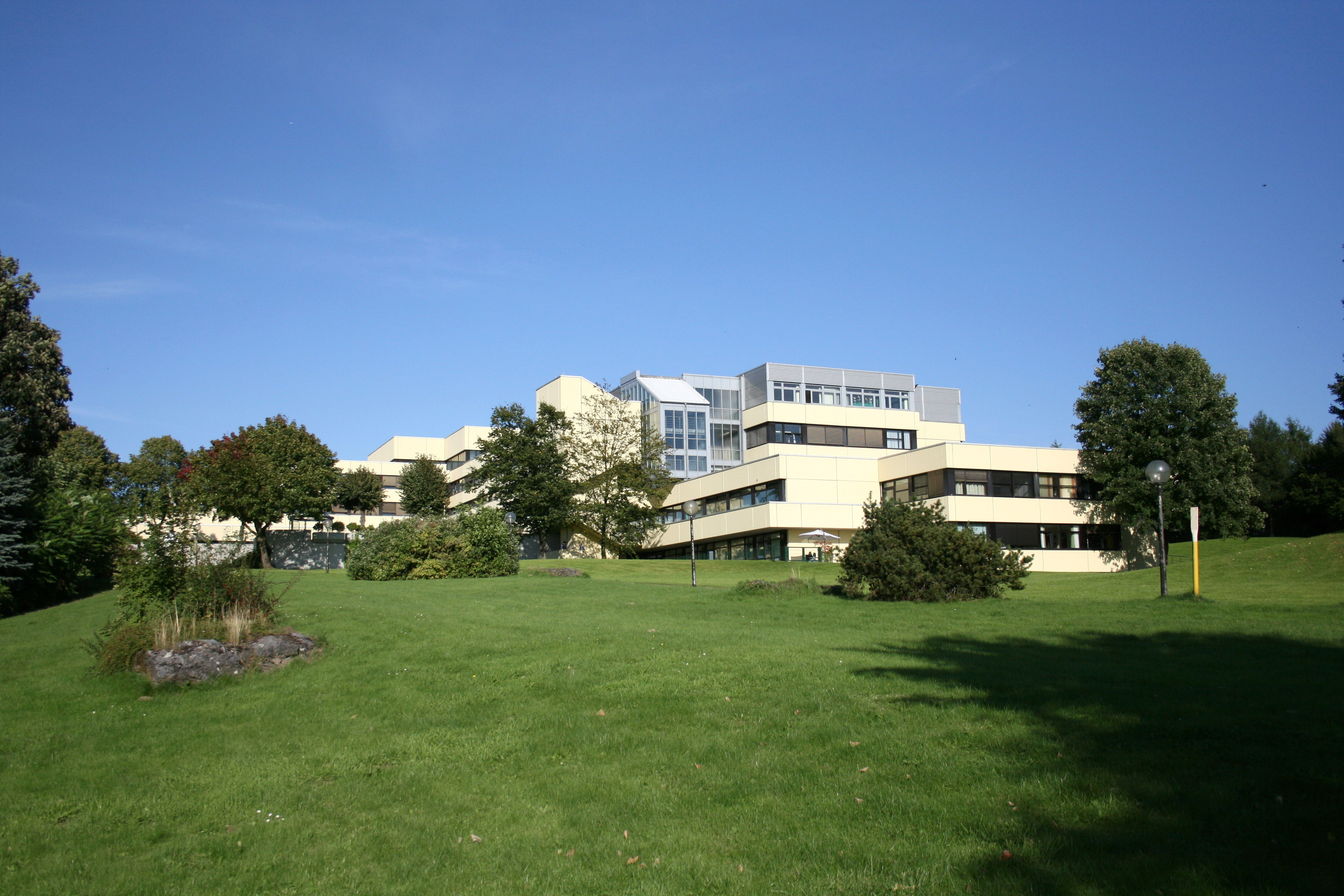
Helios-Klinikum im Nordosten des Martfelds

Das Helios Klinikum Schwelm ist ein Krankenhaus an der Dr.-Moeller-Straße 15 in Schwelm, Ennepe-Ruhr-Kreis. Träger sind die Helios Kliniken, heute Teil von Fresenius. 

## Geschichte
1977 wurde das neue Krankenhaus in der Trägerschaft eines Krankenhauszweckverbandes der Städte Schwelm, Gevelsberg und Ennepetal eröffnet. 2002 wurde das stark defizitäre Haus an die HELIOS Klinikengruppe verkauft.